# Élections municipales de 2014 en Loir-et-Cher
Les élections municipales se sont déroulées les 23 et 30 mars 2014 en Loir-et-Cher.

## Maires sortants et maires élus
La gauche se maintient à Blois et Romorantin-Lanthenay, mais perd Lamotte-Beuvron, Salbris et surtout Vendôme. La droite subit un revers à Montrichard, mais l'emporte à Selles-sur-Cher sur les centristes. 
| Commune                  | Population | Maire sortant         | Parti | Parti | Maire élu           | Parti | Parti |
| ------------------------ | ---------- | --------------------- | ----- | ----- | ------------------- | ----- | ----- |
| Blois                    | 46 390     | Marc Gricourt         |       | PS    | Marc Gricourt       |       | PS    |
| La Chaussée-Saint-Victor | 4 470      | Jacqueline Gourault   |       | MoDem | Stéphane Baudu      |       | MoDem |
| Lamotte-Beuvron          | 4 783      | Alain Beignet         |       | PS    | Pascal Bioulac      |       | UMP   |
| Mer                      | 6 164      | Claude Denis          |       | UMP   | Claude Denis        |       | UMP   |
| Montoire-sur-le-Loir     | 4 042      | Pierre Roger          |       | PS    | Guy Moyer           |       | DVG   |
| Montrichard              | 3 409      | Patrick Maupu         |       | UMP   | Jean-Marie Janssens |       | UDI   |
| Romorantin-Lanthenay     | 16 908     | Jeanny Lorgeoux       |       | PS    | Jeanny Lorgeoux     |       | PS    |
| Saint-Laurent-Nouan      | 4 227      | Christian Lalleron    |       | DVD   | Christian Lalleron  |       | DVD   |
| Salbris                  | 5 731      | Jean-Pierre Albertini |       | DVG   | Olivier Pavy        |       | DVD   |
| Selles-sur-Cher          | 4 606      | Joël Graslin          |       | MoDem | Francis Monchet     |       | DVD   |
| Vendôme                  | 16 849     | Catherine Lockhart    |       | PS    | Pascal Brindeau     |       | UDI   |
| Vineuil                  | 7 214      | Christian Mary        |       | PS    | François Fromet     |       | DVG   |

### Résultats en nombre de maires
| Partis               | Partis                            | Maires sortants | Maires élus | Évolution |
| -------------------- | --------------------------------- | --------------- | ----------- | --------- |
|                      | Divers droite                     | 5               | 8           | 3         |
|                      | Union pour un mouvement populaire | 2               | 1           | 1         |
|                      | UDI                               | 2               | 4           | 2         |
|                      | Modem                             | 2               | 1           | 1         |
|                      | NC                                | 1               | 0           | 1         |
| Total droite         | Total droite                      | 12              | 14          | 2         |
|                      | Divers gauche                     | 2               | 3           | 1         |
|                      | Parti socialiste                  | 10              | 5           | 5         |
| Total gauche         | Total gauche                      | 12              | 8           | 4         |
|                      | SE                                | 7               | 9           | 2         |
| Total Sans étiquette | Total Sans étiquette              | 7               | 9           | 2         |
| Total                | Total                             | 31              | 31          | -         |

## Résultats dans les communes de plus de2 000 habitants

### Blois
- Maire sortant : Marc Gricourt (PS)
- 43 sièges à pourvoir au conseil municipal (population légale 2011 : 46 390 habitants)
- 35 sièges à pourvoir au conseil communautaire (CA de Blois « Agglopolys »)

| Tête de liste            | Tête de liste      | Liste          | Premier tour | Premier tour | Second tour | Second tour | Sièges | Sièges |
| Tête de liste            | Tête de liste      | Liste          | Voix         | %            | Voix        | %           | CM     | CC     |
| ------------------------ | ------------------ | -------------- | ------------ | ------------ | ----------- | ----------- | ------ | ------ |
|                          | Marc Gricourt *    | PS             | 7 230        | 47,25        | 8 756       | 57,55       | 34     | 28     |
|                          | Michel Chassier    | FN             | 2 407        | 15,73        | 2 915       | 19,15       | 4      | 3      |
|                          | Jacques Chauvin    | UMP            | 2 362        | 15,43        | 3 543       | 23,28       | 5      | 4      |
|                          | Christelle Ferré   | UDI-MoDem      | 1 703        | 11,12        |             |             |        |        |
|                          | François Dupleix   | DIV            | 1 088        | 7,11         |             |             |        |        |
|                          | Marie-Anne Clement | DIV            | 511          | 3,33         |             |             |        |        |
|                          |                    |                |              |              |             |             |        |        |
| Inscrits                 | Inscrits           | Inscrits       | 30 146       | 100,00       | 30 146      | 100,00      |        |        |
| Abstentions              | Abstentions        | Abstentions    | 14 427       | 47,86        | 14 367      | 47,66       |        |        |
| Votants                  | Votants            | Votants        | 15 719       | 52,14        | 15 779      | 52,34       |        |        |
| Blancs et nuls           | Blancs et nuls     | Blancs et nuls | 418          | 2,66         | 565         | 3,58        |        |        |
| Exprimés                 | Exprimés           | Exprimés       | 15 301       | 97,34        | 15 214      | 96,42       |        |        |
| * Liste du maire sortant |                    |                |              |              |             |             |        |        |

### Cellettes
- Maire sortant : Michel Contour (DVG)
- 19 sièges à pourvoir au conseil municipal (population légale 2011 : 2 373 habitants)
- 1 sièges à pourvoir au conseil communautaire (CA de Blois « Agglopolys »)

|                          | Michel Contour * | DVG            | 801   | 57,01  | 15 | 1 |  |  |
|                          | Joël Rutard      | UMP            | 604   | 42,98  | 4  |   |  |  |
|                          |                  |                |       |        |    |   |  |  |
| Inscrits                 | Inscrits         | Inscrits       | 1 899 | 100,00 |    |   |  |  |
| Abstentions              | Abstentions      | Abstentions    | 440   | 23,17  |    |   |  |  |
| Votants                  | Votants          | Votants        | 1 459 | 76,83  |    |   |  |  |
| Blancs et nuls           | Blancs et nuls   | Blancs et nuls | 54    | 3,70   |    |   |  |  |
| Exprimés                 | Exprimés         | Exprimés       | 1 405 | 96,30  |    |   |  |  |
| * Liste du maire sortant |                  |                |       |        |    |   |  |  |

### Chailles
- Maire sortant : Yves Crosnier-Courtin (DVD)
- 23 sièges à pourvoir au conseil municipal (population légale 2011 : 2 549 habitants)
- 1 sièges à pourvoir au conseil communautaire (CA de Blois « Agglopolys »)

|                          | Yves Crosnier-Courtin * | DIV            | 869   | 100,00 | 23 | 1 |  |  |
|                          |                         |                |       |        |    |   |  |  |
| Inscrits                 | Inscrits                | Inscrits       | 1 848 | 100,00 |    |   |  |  |
| Abstentions              | Abstentions             | Abstentions    | 708   | 38,31  |    |   |  |  |
| Votants                  | Votants                 | Votants        | 1 140 | 61,69  |    |   |  |  |
| Blancs et nuls           | Blancs et nuls          | Blancs et nuls | 271   | 23,77  |    |   |  |  |
| Exprimés                 | Exprimés                | Exprimés       | 869   | 76,23  |    |   |  |  |
| * Liste du maire sortant |                         |                |       |        |    |   |  |  |

### Contres
- Maire sortant : Jean-Luc Brault (DVD)
- 23 sièges à pourvoir au conseil municipal (population légale 2011 : 3 470 habitants)
- 2 sièges à pourvoir au conseil communautaire (CC Val-de-Cher-Controis)

|                          | Jean-Luc Brault * | DVD            | 1 188 | 100,00 | 23 | 2 |  |  |
|                          |                   |                |       |        |    |   |  |  |
| Inscrits                 | Inscrits          | Inscrits       | 2 595 | 100,00 |    |   |  |  |
| Abstentions              | Abstentions       | Abstentions    | 1 107 | 42,66  |    |   |  |  |
| Votants                  | Votants           | Votants        | 1 488 | 57,34  |    |   |  |  |
| Blancs et nuls           | Blancs et nuls    | Blancs et nuls | 300   | 20,16  |    |   |  |  |
| Exprimés                 | Exprimés          | Exprimés       | 1 188 | 79,84  |    |   |  |  |
| * Liste du maire sortant |                   |                |       |        |    |   |  |  |

### Cour-Cheverny
- Maire sortant : Yves Antier (DIV)
- 23 sièges à pourvoir au conseil municipal (population légale 2011 : 2 717 habitants)
- 2 sièges à pourvoir au conseil communautaire (CA de Blois « Agglopolys »)

|                          | François Croissandeau | DIV            | 854   | 59,67  | 19 | 2 |  |  |
|                          | Yves Antier *         | DIV            | 577   | 40,32  | 4  |   |  |  |
|                          |                       |                |       |        |    |   |  |  |
| Inscrits                 | Inscrits              | Inscrits       | 2 181 | 100,00 |    |   |  |  |
| Abstentions              | Abstentions           | Abstentions    | 662   | 30,35  |    |   |  |  |
| Votants                  | Votants               | Votants        | 1 519 | 69,65  |    |   |  |  |
| Blancs et nuls           | Blancs et nuls        | Blancs et nuls | 88    | 5,79   |    |   |  |  |
| Exprimés                 | Exprimés              | Exprimés       | 1 431 | 94,21  |    |   |  |  |
| * Liste du maire sortant |                       |                |       |        |    |   |  |  |

### Gièvres
- Maire sortant : Robert Mougne (UDI)
- 19 sièges à pourvoir au conseil municipal (population légale 2011 : 2 361 habitants)
- 3 sièges à pourvoir au conseil communautaire (CC du Romorantinais et du Monestois)

|                          | Robert Mougne * | UDI            | 486   | 50,73  | 15 | 2 |  |  |
|                          | Hervé Guenais   | DVD            | 260   | 27,13  | 2  | 1 |  |  |
|                          | Alain Retsin    | FN             | 212   | 22,12  | 2  |   |  |  |
|                          |                 |                |       |        |    |   |  |  |
| Inscrits                 | Inscrits        | Inscrits       | 1 417 | 100,00 |    |   |  |  |
| Abstentions              | Abstentions     | Abstentions    | 420   | 29,64  |    |   |  |  |
| Votants                  | Votants         | Votants        | 997   | 70,36  |    |   |  |  |
| Blancs et nuls           | Blancs et nuls  | Blancs et nuls | 39    | 3,91   |    |   |  |  |
| Exprimés                 | Exprimés        | Exprimés       | 958   | 96,09  |    |   |  |  |
| * Liste du maire sortant |                 |                |       |        |    |   |  |  |

### Huisseau-sur-Cosson
- Maire sortant : Joël Debuigne (DVD)
- 19 sièges à pourvoir au conseil municipal (population légale 2011 : 2 231 habitants)
- 3 sièges à pourvoir au conseil communautaire (CC du Grand Chambord)

|                          | Joël Debuigne * | DVD            | 789   | 100,00 | 19 | 3 |  |  |
|                          |                 |                |       |        |    |   |  |  |
| Inscrits                 | Inscrits        | Inscrits       | 1 725 | 100,00 |    |   |  |  |
| Abstentions              | Abstentions     | Abstentions    | 736   | 42,67  |    |   |  |  |
| Votants                  | Votants         | Votants        | 989   | 57,33  |    |   |  |  |
| Blancs et nuls           | Blancs et nuls  | Blancs et nuls | 200   | 20,22  |    |   |  |  |
| Exprimés                 | Exprimés        | Exprimés       | 789   | 79,78  |    |   |  |  |
| * Liste du maire sortant |                 |                |       |        |    |   |  |  |

### La Chaussée-Saint-Victor
- Maire sortant : Jacqueline Gourault (MoDem)
- 27 sièges à pourvoir au conseil municipal (population légale 2011 : 4 470 habitants)
- 3 sièges à pourvoir au conseil communautaire (CA de Blois « Agglopolys »)

|                | Stéphane Baudu | MoDem          | 1 546 | 100,00 | 27 | 3 |  |  |
|                |                |                |       |        |    |   |  |  |
| Inscrits       | Inscrits       | Inscrits       | 3 267 | 100,00 |    |   |  |  |
| Abstentions    | Abstentions    | Abstentions    | 1 355 | 41,48  |    |   |  |  |
| Votants        | Votants        | Votants        | 1 912 | 58,52  |    |   |  |  |
| Blancs et nuls | Blancs et nuls | Blancs et nuls | 366   | 19,14  |    |   |  |  |
| Exprimés       | Exprimés       | Exprimés       | 1 546 | 80,86  |    |   |  |  |

### Lamotte-Beuvron
- Maire sortant : Alain Beignet (PS)
- 27 sièges à pourvoir au conseil municipal (population légale 2011 : 4 783 habitants)
- 8 sièges à pourvoir au conseil communautaire (CC Cœur de Sologne)

|                          | Pascal Bioulac  | UMP            | 1 272 | 56,15  | 21 | 6 |  |  |
|                          | Alain Beignet * | PS             | 993   | 43,84  | 6  | 2 |  |  |
|                          |                 |                |       |        |    |   |  |  |
| Inscrits                 | Inscrits        | Inscrits       | 3 452 | 100,00 |    |   |  |  |
| Abstentions              | Abstentions     | Abstentions    | 1 029 | 29,81  |    |   |  |  |
| Votants                  | Votants         | Votants        | 2 423 | 70,19  |    |   |  |  |
| Blancs et nuls           | Blancs et nuls  | Blancs et nuls | 158   | 6,52   |    |   |  |  |
| Exprimés                 | Exprimés        | Exprimés       | 2 265 | 93,48  |    |   |  |  |
| * Liste du maire sortant |                 |                |       |        |    |   |  |  |

### Mer
- Maire sortant : Claude Denis (UMP)
- 29 sièges à pourvoir au conseil municipal (population légale 2011 : 6 164 habitants)
- 7 sièges à pourvoir au conseil communautaire (CC Beauce Val de Loire)

| Tête de liste            | Tête de liste    | Liste          | Premier tour | Premier tour | Second tour | Second tour | Sièges | Sièges |
| Tête de liste            | Tête de liste    | Liste          | Voix         | %            | Voix        | %           | CM     | CC     |
| ------------------------ | ---------------- | -------------- | ------------ | ------------ | ----------- | ----------- | ------ | ------ |
|                          | Claude Denis *   | UMP            | 1 341        | 49,06        | 1 366       | 50,93       | 22     | 6      |
|                          | Christophe Élie  | DVG            | 788          | 28,83        | 747         | 27,85       | 4      | 1      |
|                          | Sophie Boulaigre | FN             | 604          | 22,10        | 569         | 21,21       | 3      |        |
|                          |                  |                |              |              |             |             |        |        |
| Inscrits                 | Inscrits         | Inscrits       | 4 138        | 100,00       | 4 138       | 100,00      |        |        |
| Abstentions              | Abstentions      | Abstentions    | 1 326        | 32,04        | 1 397       | 33,76       |        |        |
| Votants                  | Votants          | Votants        | 2 812        | 67,96        | 2 741       | 66,24       |        |        |
| Blancs et nuls           | Blancs et nuls   | Blancs et nuls | 79           | 2,81         | 59          | 2,15        |        |        |
| Exprimés                 | Exprimés         | Exprimés       | 2 733        | 97,19        | 2 682       | 97,85       |        |        |
| * Liste du maire sortant |                  |                |              |              |             |             |        |        |

### Mont-près-Chambord
- Maire sortant : Gilles Clément (PS)
- 23 sièges à pourvoir au conseil municipal (population légale 2011 : 3 246 habitants)
- 5 sièges à pourvoir au conseil communautaire (CC du Grand Chambord)

|                          | Gilles Clément * | PS             | 1 215 | 100,00 | 23 | 5 |  |  |
|                          |                  |                |       |        |    |   |  |  |
| Inscrits                 | Inscrits         | Inscrits       | 2 737 | 100,00 |    |   |  |  |
| Abstentions              | Abstentions      | Abstentions    | 1 128 | 41,21  |    |   |  |  |
| Votants                  | Votants          | Votants        | 1 609 | 58,79  |    |   |  |  |
| Blancs et nuls           | Blancs et nuls   | Blancs et nuls | 394   | 24,49  |    |   |  |  |
| Exprimés                 | Exprimés         | Exprimés       | 1 215 | 75,51  |    |   |  |  |
| * Liste du maire sortant |                  |                |       |        |    |   |  |  |

### Montoire-sur-le-Loir
- Maire sortant : Pierre Roger (PS)
- 27 sièges à pourvoir au conseil municipal (population légale 2011 : 4 042 habitants)
- 11 sièges à pourvoir au conseil communautaire (CA Territoires Vendômois)

| Tête de liste  | Tête de liste       | Liste          | Premier tour | Premier tour | Second tour | Second tour | Sièges | Sièges |
| Tête de liste  | Tête de liste       | Liste          | Voix         | %            | Voix        | %           | CM     | CC     |
| -------------- | ------------------- | -------------- | ------------ | ------------ | ----------- | ----------- | ------ | ------ |
|                | Guy Moyer           | DVG            | 895          | 40,81        | 1 052       | 48,16       | 20     | 9      |
|                | Patrick Tafilet     | DVD            | 553          | 25,21        | 805         | 36,85       | 5      | 2      |
|                | Jean-François Proux | DVD            | 398          | 18,14        |             |             |        |        |
|                | Anne Cantegreil     | DIV            | 347          | 15,82        | 327         | 14,97       | 2      |        |
|                |                     |                |              |              |             |             |        |        |
| Inscrits       | Inscrits            | Inscrits       | 3 264        | 100,00       | 3 265       | 100,00      |        |        |
| Abstentions    | Abstentions         | Abstentions    | 966          | 29,60        | 962         | 29,46       |        |        |
| Votants        | Votants             | Votants        | 2 298        | 70,40        | 2 303       | 70,54       |        |        |
| Blancs et nuls | Blancs et nuls      | Blancs et nuls | 105          | 4,57         | 119         | 5,17        |        |        |
| Exprimés       | Exprimés            | Exprimés       | 2 193        | 95,43        | 2 184       | 94,83       |        |        |

### Montrichard
- Maire sortant : Patrick Maupu (UMP)
- 23 sièges à pourvoir au conseil municipal (population légale 2011 : 3 409 habitants)
- 5 sièges à pourvoir au conseil communautaire (CC du Cher à la Loire)

|                          | Jean-Marie Janssens | UDI            | 801   | 50,25  | 18 | 4 |  |  |
|                          | Patrick Maupu *     | UMP            | 447   | 28,04  | 3  | 1 |  |  |
|                          | Alban Prou          | DVG            | 346   | 21,70  | 2  |   |  |  |
|                          |                     |                |       |        |    |   |  |  |
| Inscrits                 | Inscrits            | Inscrits       | 2 267 | 100,00 |    |   |  |  |
| Abstentions              | Abstentions         | Abstentions    | 630   | 27,79  |    |   |  |  |
| Votants                  | Votants             | Votants        | 1 637 | 72,21  |    |   |  |  |
| Blancs et nuls           | Blancs et nuls      | Blancs et nuls | 43    | 2,63   |    |   |  |  |
| Exprimés                 | Exprimés            | Exprimés       | 1 594 | 97,37  |    |   |  |  |
| * Liste du maire sortant |                     |                |       |        |    |   |  |  |

### Naveil
- Maire sortant : Claude Bordier (DVD)
- 19 sièges à pourvoir au conseil municipal (population légale 2011 : 2 158 habitants)
- 6 sièges à pourvoir au conseil communautaire (CA Territoires Vendômois)

|                          | Claude Bordier * | DVD            | 674   | 54,00  | 15 | 5 |  |  |
|                          | Gaby Fourcade    | UDI            | 574   | 45,99  | 4  | 1 |  |  |
|                          |                  |                |       |        |    |   |  |  |
| Inscrits                 | Inscrits         | Inscrits       | 1 783 | 100,00 |    |   |  |  |
| Abstentions              | Abstentions      | Abstentions    | 465   | 26,08  |    |   |  |  |
| Votants                  | Votants          | Votants        | 1 318 | 73,92  |    |   |  |  |
| Blancs et nuls           | Blancs et nuls   | Blancs et nuls | 70    | 5,31   |    |   |  |  |
| Exprimés                 | Exprimés         | Exprimés       | 1 248 | 94,69  |    |   |  |  |
| * Liste du maire sortant |                  |                |       |        |    |   |  |  |

### Nouan-le-Fuzelier
- Maire sortant : Hugues Aguettaz (DVD)
- 19 sièges à pourvoir au conseil municipal (population légale 2011 : 2 375 habitants)
- 6 sièges à pourvoir au conseil communautaire (CC Cœur de Sologne)

|                          | Hugues Aguettaz * | DVD            | 606   | 52,46  | 15 | 5 |  |  |
|                          | Jacky Degeneve    | DIV            | 549   | 47,53  | 4  | 1 |  |  |
|                          |                   |                |       |        |    |   |  |  |
| Inscrits                 | Inscrits          | Inscrits       | 1 766 | 100,00 |    |   |  |  |
| Abstentions              | Abstentions       | Abstentions    | 560   | 31,71  |    |   |  |  |
| Votants                  | Votants           | Votants        | 1 206 | 68,29  |    |   |  |  |
| Blancs et nuls           | Blancs et nuls    | Blancs et nuls | 51    | 4,23   |    |   |  |  |
| Exprimés                 | Exprimés          | Exprimés       | 1 155 | 95,77  |    |   |  |  |
| * Liste du maire sortant |                   |                |       |        |    |   |  |  |

### Noyers-sur-Cher
- Maire sortant : Philippe Sartori (UDI)
- 23 sièges à pourvoir au conseil municipal (population légale 2011 : 2 798 habitants)
- 1 sièges à pourvoir au conseil communautaire (CC Val-de-Cher-Controis)

|                          | Philippe Sartori * | UDI            | 1 077 | 75,10  | 21 | 1 |  |  |
|                          | Jacques Moreau     | DVG            | 357   | 24,89  | 2  |   |  |  |
|                          |                    |                |       |        |    |   |  |  |
| Inscrits                 | Inscrits           | Inscrits       | 2 111 | 100,00 |    |   |  |  |
| Abstentions              | Abstentions        | Abstentions    | 619   | 29,32  |    |   |  |  |
| Votants                  | Votants            | Votants        | 1 492 | 70,68  |    |   |  |  |
| Blancs et nuls           | Blancs et nuls     | Blancs et nuls | 58    | 3,89   |    |   |  |  |
| Exprimés                 | Exprimés           | Exprimés       | 1 434 | 96,11  |    |   |  |  |
| * Liste du maire sortant |                    |                |       |        |    |   |  |  |

### Onzain
- Maire sortant : Jean-Pierre Diard (DVD)
- 23 sièges à pourvoir au conseil municipal (population légale 2011 : 3 475 habitants)
- 2 sièges à pourvoir au conseil communautaire (CA Blois-Agglopolys)

|                | Pierre Olaya    | DVG            | 894   | 52,89  | 18 | 2 |  |  |
|                | Thérèse Buisson | DVG            | 405   | 23,96  | 3  |   |  |  |
|                | Michel Hue      | DIV            | 391   | 23,13  | 2  |   |  |  |
|                |                 |                |       |        |    |   |  |  |
| Inscrits       | Inscrits        | Inscrits       | 2 594 | 100,00 |    |   |  |  |
| Abstentions    | Abstentions     | Abstentions    | 800   | 30,84  |    |   |  |  |
| Votants        | Votants         | Votants        | 1 794 | 69,16  |    |   |  |  |
| Blancs et nuls | Blancs et nuls  | Blancs et nuls | 104   | 5,80   |    |   |  |  |
| Exprimés       | Exprimés        | Exprimés       | 1 690 | 94,20  |    |   |  |  |

### Pruniers-en-Sologne
- Maire sortant : Christiane Marino (DVD)
- 19 sièges à pourvoir au conseil municipal (population légale 2011 : 2 284 habitants)
- 3 sièges à pourvoir au conseil communautaire (CC du Romorantinais et du Monestois)

|                | Claude Thereze  | UMP            | 768   | 63,78  | 16 | 2 |  |  |
|                | Thierry Cordier | UDI-MoDem      | 436   | 36,21  | 3  | 1 |  |  |
|                |                 |                |       |        |    |   |  |  |
| Inscrits       | Inscrits        | Inscrits       | 1 843 | 100,00 |    |   |  |  |
| Abstentions    | Abstentions     | Abstentions    | 567   | 30,77  |    |   |  |  |
| Votants        | Votants         | Votants        | 1 276 | 69,23  |    |   |  |  |
| Blancs et nuls | Blancs et nuls  | Blancs et nuls | 72    | 5,64   |    |   |  |  |
| Exprimés       | Exprimés        | Exprimés       | 1 204 | 94,36  |    |   |  |  |

### Romorantin-Lanthenay
- Maire sortant : Jeanny Lorgeoux (PS)
- 33 sièges à pourvoir au conseil municipal (population légale 2011 : 16 908 habitants)
- 20 sièges à pourvoir au conseil communautaire (CC du Romorantinais et du Monestois)

| Tête de liste            | Tête de liste     | Liste          | Premier tour | Premier tour | Second tour | Second tour | Sièges | Sièges |
| Tête de liste            | Tête de liste     | Liste          | Voix         | %            | Voix        | %           | CM     | CC     |
| ------------------------ | ----------------- | -------------- | ------------ | ------------ | ----------- | ----------- | ------ | ------ |
|                          | Jeanny Lorgeoux * | PS             | 3 040        | 40,59        | 3 415       | 45,29       | 24     | 15     |
|                          | Louis De Redon    | MoDem          | 1 732        | 23,12        | 3 092       | 41,01       | 7      | 4      |
|                          | François Gabillas | FN             | 1 275        | 17,02        | 1 032       | 13,68       | 2      | 1      |
|                          | José Leserre      | UMP            | 745          | 9,94         |             |             |        |        |
|                          | Emmanuel Labro    | PCF            | 697          | 9,30         |             |             |        |        |
|                          |                   |                |              |              |             |             |        |        |
| Inscrits                 | Inscrits          | Inscrits       | 12 714       | 100,00       | 12 664      | 100,00      |        |        |
| Abstentions              | Abstentions       | Abstentions    | 4 966        | 39,06        | 4 773       | 37,69       |        |        |
| Votants                  | Votants           | Votants        | 7 748        | 60,94        | 7 891       | 62,31       |        |        |
| Blancs et nuls           | Blancs et nuls    | Blancs et nuls | 259          | 3,34         | 352         | 4,46        |        |        |
| Exprimés                 | Exprimés          | Exprimés       | 7 489        | 96,66        | 7 539       | 95,54       |        |        |
| * Liste du maire sortant |                   |                |              |              |             |             |        |        |

### Saint-Aignan
- Maire sortant : Jean-Michel Billon (DVD)
- 23 sièges à pourvoir au conseil municipal (population légale 2011 : 3 084 habitants)
- 2 sièges à pourvoir au conseil communautaire (CC Val-de-Cher-Controis)

|                | Éric Carnat       | DVD            | 711   | 51,15  | 18 | 2 |  |  |
|                | Yves Piau         | DVG            | 311   | 22,37  | 3  |   |  |  |
|                | Nathalie Barras   | DVD            | 206   | 14,82  | 1  |   |  |  |
|                | Florence Delétang | DVD            | 162   | 11,65  | 1  |   |  |  |
|                |                   |                |       |        |    |   |  |  |
| Inscrits       | Inscrits          | Inscrits       | 2 100 | 100,00 |    |   |  |  |
| Abstentions    | Abstentions       | Abstentions    | 662   | 31,52  |    |   |  |  |
| Votants        | Votants           | Votants        | 1 438 | 68,48  |    |   |  |  |
| Blancs et nuls | Blancs et nuls    | Blancs et nuls | 48    | 3,34   |    |   |  |  |
| Exprimés       | Exprimés          | Exprimés       | 1 390 | 96,66  |    |   |  |  |

### Saint-Georges-sur-Cher
- Maire sortant : Jean Losthe (UDI)
- 23 sièges à pourvoir au conseil municipal (population légale 2011 : 2 503 habitants)
- 4 sièges à pourvoir au conseil communautaire (CC Val-de-Cher-Controis)

|                | Jacques Paoletti   | DVD            | 901   | 66,54  | 19 | 3 |  |  |
|                | Emmanuel Pontlevoy | DIV            | 453   | 33,45  | 4  | 1 |  |  |
|                |                    |                |       |        |    |   |  |  |
| Inscrits       | Inscrits           | Inscrits       | 1 841 | 100,00 |    |   |  |  |
| Abstentions    | Abstentions        | Abstentions    | 430   | 23,36  |    |   |  |  |
| Votants        | Votants            | Votants        | 1 411 | 76,64  |    |   |  |  |
| Blancs et nuls | Blancs et nuls     | Blancs et nuls | 57    | 4,04   |    |   |  |  |
| Exprimés       | Exprimés           | Exprimés       | 1 354 | 95,96  |    |   |  |  |

### Saint-Gervais-la-Forêt
- Maire sortant : Jean-Claude Guédé (PS)
- 23 sièges à pourvoir au conseil municipal (population légale 2011 : 3 310 habitants)
- 2 sièges à pourvoir au conseil communautaire (CA de Blois « Agglopolys »)

|                | Jean-Noël Chappuis  | DVG            | 968   | 60,01  | 19 | 2 |  |  |
|                | William Le Pelleter | DIV            | 645   | 39,98  | 4  |   |  |  |
|                |                     |                |       |        |    |   |  |  |
| Inscrits       | Inscrits            | Inscrits       | 2 621 | 100,00 |    |   |  |  |
| Abstentions    | Abstentions         | Abstentions    | 937   | 35,75  |    |   |  |  |
| Votants        | Votants             | Votants        | 1 684 | 64,25  |    |   |  |  |
| Blancs et nuls | Blancs et nuls      | Blancs et nuls | 71    | 4,22   |    |   |  |  |
| Exprimés       | Exprimés            | Exprimés       | 1 613 | 95,78  |    |   |  |  |

### Saint-Laurent-Nouan
- Maire sortant : Christian Lalleron (DVD)
- 27 sièges à pourvoir au conseil municipal (population légale 2011 : 4 227 habitants)
- 6 sièges à pourvoir au conseil communautaire (CC du Grand Chambord)

|                          | Christian Lalleron * | DVD            | 1 076 | 100,00 | 27 | 6 |  |  |
|                          |                      |                |       |        |    |   |  |  |
| Inscrits                 | Inscrits             | Inscrits       | 3 025 | 100,00 |    |   |  |  |
| Abstentions              | Abstentions          | Abstentions    | 1 565 | 51,74  |    |   |  |  |
| Votants                  | Votants              | Votants        | 1 460 | 48,26  |    |   |  |  |
| Blancs et nuls           | Blancs et nuls       | Blancs et nuls | 384   | 26,30  |    |   |  |  |
| Exprimés                 | Exprimés             | Exprimés       | 1 076 | 73,70  |    |   |  |  |
| * Liste du maire sortant |                      |                |       |        |    |   |  |  |

### Saint-Ouen
- Maire sortant : Jean Perroche (DVG)
- 23 sièges à pourvoir au conseil municipal (population légale 2011 : 3 410 habitants)
- 7 sièges à pourvoir au conseil communautaire (CA Territoires Vendômois)

|                          | Jean Perroche * | DVG            | 1 058 | 60,59  | 19 | 6 |  |  |
|                          | Philippe Coutan | UDI            | 688   | 39,40  | 4  | 1 |  |  |
|                          |                 |                |       |        |    |   |  |  |
| Inscrits                 | Inscrits        | Inscrits       | 2 624 | 100,00 |    |   |  |  |
| Abstentions              | Abstentions     | Abstentions    | 783   | 29,84  |    |   |  |  |
| Votants                  | Votants         | Votants        | 1 841 | 70,16  |    |   |  |  |
| Blancs et nuls           | Blancs et nuls  | Blancs et nuls | 95    | 5,16   |    |   |  |  |
| Exprimés                 | Exprimés        | Exprimés       | 1 746 | 94,84  |    |   |  |  |
| * Liste du maire sortant |                 |                |       |        |    |   |  |  |

### Salbris
- Maire sortant : Jean-Pierre Albertini (DVG)
- 29 sièges à pourvoir au conseil municipal (population légale 2011 : 5 731 habitants)
- 7 sièges à pourvoir au conseil communautaire (CC de la Sologne des Rivières)

| Tête de liste            | Tête de liste           | Liste          | Premier tour | Premier tour | Second tour | Second tour | Sièges | Sièges |
| Tête de liste            | Tête de liste           | Liste          | Voix         | %            | Voix        | %           | CM     | CC     |
| ------------------------ | ----------------------- | -------------- | ------------ | ------------ | ----------- | ----------- | ------ | ------ |
|                          | Olivier Pavy            | DVD            | 1 394        | 49,32        | 1 566       | 54,01       | 23     | 6      |
|                          | Jean-Pierre Albertini * | DVG            | 887          | 31,38        | 927         | 31,97       | 4      | 1      |
|                          | Patricia Bras           | DVG            | 545          | 19,28        | 406         | 14,00       | 2      |        |
|                          |                         |                |              |              |             |             |        |        |
| Inscrits                 | Inscrits                | Inscrits       | 4 343        | 100,00       | 4 343       | 100,00      |        |        |
| Abstentions              | Abstentions             | Abstentions    | 1 411        | 32,49        | 1 369       | 31,52       |        |        |
| Votants                  | Votants                 | Votants        | 2 932        | 67,51        | 2 974       | 68,48       |        |        |
| Blancs et nuls           | Blancs et nuls          | Blancs et nuls | 106          | 3,62         | 75          | 2,52        |        |        |
| Exprimés                 | Exprimés                | Exprimés       | 2 826        | 96,38        | 2 899       | 97,48       |        |        |
| * Liste du maire sortant |                         |                |              |              |             |             |        |        |

### Savigny-sur-Braye
- Maire sortant : Michel Saulière (DVD)
- 19 sièges à pourvoir au conseil municipal (population légale 2011 : 2 152 habitants)
- 6 sièges à pourvoir au conseil communautaire (CA Territoires Vendômois)

|                | Jean-Claude Seguineau | DVD            | 695   | 100,00 | 19 | 6 |  |  |
|                |                       |                |       |        |    |   |  |  |
| Inscrits       | Inscrits              | Inscrits       | 1 678 | 100,00 |    |   |  |  |
| Abstentions    | Abstentions           | Abstentions    | 724   | 43,15  |    |   |  |  |
| Votants        | Votants               | Votants        | 954   | 56,85  |    |   |  |  |
| Blancs et nuls | Blancs et nuls        | Blancs et nuls | 259   | 27,15  |    |   |  |  |
| Exprimés       | Exprimés              | Exprimés       | 695   | 72,85  |    |   |  |  |

### Selles-sur-Cher
- Maire sortant : Joël Graslin (MoDem)
- 27 sièges à pourvoir au conseil municipal (population légale 2011 : 4 606 habitants)
- 2 sièges à pourvoir au conseil communautaire (CC Val-de-Cher-Controis)

|                          | Francis Monchet | DVD            | 984   | 51,19  | 21 | 2 |  |  |
|                          | Joël Graslin *  | MoDem          | 938   | 48,80  | 6  |   |  |  |
|                          |                 |                |       |        |    |   |  |  |
| Inscrits                 | Inscrits        | Inscrits       | 3 260 | 100,00 |    |   |  |  |
| Abstentions              | Abstentions     | Abstentions    | 1 183 | 36,29  |    |   |  |  |
| Votants                  | Votants         | Votants        | 2 077 | 63,71  |    |   |  |  |
| Blancs et nuls           | Blancs et nuls  | Blancs et nuls | 155   | 7,46   |    |   |  |  |
| Exprimés                 | Exprimés        | Exprimés       | 1 922 | 92,54  |    |   |  |  |
| * Liste du maire sortant |                 |                |       |        |    |   |  |  |

### Vendôme
- Maire sortant : Catherine Lockhart (PS)
- 33 sièges à pourvoir au conseil municipal (population légale 2011 : 16 849 habitants)
- 16 sièges à pourvoir au conseil communautaire (CA Territoires Vendômois)

| Tête de liste            | Tête de liste        | Liste          | Premier tour | Premier tour | Second tour | Second tour | Sièges | Sièges |
| Tête de liste            | Tête de liste        | Liste          | Voix         | %            | Voix        | %           | CM     | CC     |
| ------------------------ | -------------------- | -------------- | ------------ | ------------ | ----------- | ----------- | ------ | ------ |
|                          | Pascal Brindeau      | UDI-UMP        | 2 949        | 42,10        | 3 791       | 51,88       | 26     | 13     |
|                          | Catherine Lockhart * | PS-PCF-EELV    | 2 164        | 30,89        | 2 764       | 37,83       | 6      | 3      |
|                          | Renaud Grazioli      | FN             | 999          | 14,26        | 751         | 10,27       | 1      |        |
|                          | Frédéric Tricot      | DVG            | 892          | 12,73        |             |             |        |        |
|                          |                      |                |              |              |             |             |        |        |
| Inscrits                 | Inscrits             | Inscrits       | 11 187       | 100,00       | 11 189      | 100,00      |        |        |
| Abstentions              | Abstentions          | Abstentions    | 3 981        | 35,59        | 3 658       | 32,69       |        |        |
| Votants                  | Votants              | Votants        | 7 206        | 64,41        | 7 531       | 67,31       |        |        |
| Blancs et nuls           | Blancs et nuls       | Blancs et nuls | 202          | 2,80         | 225         | 2,99        |        |        |
| Exprimés                 | Exprimés             | Exprimés       | 7 004        | 97,20        | 7 306       | 97,01       |        |        |
| * Liste du maire sortant |                      |                |              |              |             |             |        |        |

### Villebarou
- Maire sortant : Jean-Claude Bordeau (DIV)
- 23 sièges à pourvoir au conseil municipal (population légale 2011 : 2 611 habitants)
- 1 sièges à pourvoir au conseil communautaire (CA de Blois « Agglopolys »)

|                          | Alexandre Bouvier     | DIV            | 788   | 64,27  | 19 | 1 |  |  |
|                          | Jean-Claude Bordeau * | DIV            | 438   | 35,72  | 4  |   |  |  |
|                          |                       |                |       |        |    |   |  |  |
| Inscrits                 | Inscrits              | Inscrits       | 1 863 | 100,00 |    |   |  |  |
| Abstentions              | Abstentions           | Abstentions    | 558   | 29,95  |    |   |  |  |
| Votants                  | Votants               | Votants        | 1 305 | 70,05  |    |   |  |  |
| Blancs et nuls           | Blancs et nuls        | Blancs et nuls | 79    | 6,05   |    |   |  |  |
| Exprimés                 | Exprimés              | Exprimés       | 1 226 | 93,95  |    |   |  |  |
| * Liste du maire sortant |                       |                |       |        |    |   |  |  |

### Villefranche-sur-Cher
- Maire sortant : Joël Auger (DIV)
- 23 sièges à pourvoir au conseil municipal (population légale 2011 : 2 723 habitants)
- 4 sièges à pourvoir au conseil communautaire (CC du Romorantinais et du Monestois)

| Tête de liste            | Tête de liste    | Liste          | Premier tour | Premier tour | Second tour | Second tour | Sièges | Sièges |
| Tête de liste            | Tête de liste    | Liste          | Voix         | %            | Voix        | %           | CM     | CC     |
| ------------------------ | ---------------- | -------------- | ------------ | ------------ | ----------- | ----------- | ------ | ------ |
|                          | Jean-Claude Oton | DIV            | 580          | 45,38        | 762         | 58,03       | 18     | 3      |
|                          | Joël Auger *     | DIV            | 573          | 44,83        | 551         | 41,96       | 5      | 1      |
|                          | Fernando Azevedo | DVG            | 125          | 9,78         |             |             |        |        |
|                          |                  |                |              |              |             |             |        |        |
| Inscrits                 | Inscrits         | Inscrits       | 1 909        | 100,00       | 1 909       | 100,00      |        |        |
| Abstentions              | Abstentions      | Abstentions    | 585          | 30,64        | 553         | 28,97       |        |        |
| Votants                  | Votants          | Votants        | 1 324        | 69,36        | 1 356       | 71,03       |        |        |
| Blancs et nuls           | Blancs et nuls   | Blancs et nuls | 46           | 3,47         | 43          | 3,17        |        |        |
| Exprimés                 | Exprimés         | Exprimés       | 1 278        | 96,53        | 1 313       | 96,83       |        |        |
| * Liste du maire sortant |                  |                |              |              |             |             |        |        |

### Vineuil
- Maire sortant : Christian Mary (PS)
- 29 sièges à pourvoir au conseil municipal (population légale 2011 : 7 214 habitants)
- 5 sièges à pourvoir au conseil communautaire (CA de Blois « Agglopolys »)

|                | François Fromet | DVG            | 1 855 | 52,65  | 22 | 4 |  |  |
|                | Patricia Fhima  | DVD            | 1 668 | 47,34  | 7  | 1 |  |  |
|                |                 |                |       |        |    |   |  |  |
| Inscrits       | Inscrits        | Inscrits       | 5 775 | 100,00 |    |   |  |  |
| Abstentions    | Abstentions     | Abstentions    | 2 093 | 36,24  |    |   |  |  |
| Votants        | Votants         | Votants        | 3 682 | 63,76  |    |   |  |  |
| Blancs et nuls | Blancs et nuls  | Blancs et nuls | 159   | 4,32   |    |   |  |  |
| Exprimés       | Exprimés        | Exprimés       | 3 523 | 95,68  |    |   |  |  |